# Caprichromis
Caprichromis is een geslacht van straalvinnige vissen uit de familie van de cichliden (Cichlidae).

## Soorten
- Caprichromis liemi (McKaye & Mackenzie, 1982)
- Caprichromis orthognathus (Trewavas, 1935)